# CFOSat
CFOSat (chinesisch 中法海洋卫星, Pinyin Zhōng-Fǎ Hǎiyáng Wèixīng), englisch Chinese-French Oceanography Satellite, ist ein Meeresforschungssatellit des Ministeriums für natürliche Ressourcen der Volksrepublik China und des französischen Centre national d’études spatiales (CNES).
Er wurde am 29. Oktober 2018 um 00:43 UTC mit einer Trägerrakete vom Typ Langer Marsch 2C vom Kosmodrom Jiuquan zusammen mit mehreren Cubesats in eine sonnensynchrone Umlaufbahn gebracht.

## Geschichte
Im Jahr 2005 wurde das „Abkommen zwischen der Regierung der Volksrepublik China und der Regierung der Republik Frankreich über eine Zusammenarbeit auf den Gebieten Astronomie und Meereskunde“ (中华人民共和国政府和法兰西共和国政府关于天文和海洋领域合作的协议) unterzeichnet. Dies wurde im Oktober 2006 durch die Weltraumorganisationen der beiden Länder mit der „Absichtserklärung über die gemeinsame Realisierung eines chinesisch-französischen Ozeanografie-Satelliten durch die Nationale Raumfahrtbehörde Chinas und das Centre national d’études spatiales“ (中国国家航天局和法国国家空间研究中心关于合作实施中法海洋卫星的谅解备忘录) konkretisiert.
Dort war festgelegt, dass die chinesische Seite den Satellitenbus und ein Scatterometer zur Verfügung stellen sollte, die französische Seite ein Wellenradar. Für Start und Steuerung des Satelliten war China verantwortlich. Für Empfang und Verarbeitung der Nutzlastdaten hatte jede Seite ein Bodensegment einzurichten: Frankreich in Inuvik (Kanada) und Kiruna (Schweden), China bei den Bodenstationen des Ministeriums für Bodenressourcen in Peking, Mudanjiang (Provinz Heilongjiang) und Sanya (Provinz Hainan).
In den folgenden drei Jahren wurden Machbarkeitsstudien durchgeführt. 2009 wurde das Projekt schließlich von der Nationalen Raumfahrtbehörde Chinas und dem Finanzministerium der Volksrepublik China genehmigt. Anschließend wurden auf Flugzeuge montierte Prototypen der Instrumente getestet. Die konkreten Baupläne für den Satelliten wurden 2014 vom CNES und 2015 von der CNSA gebilligt. Man begann mit dem Bau eines Prototyps und schließlich des für den Flug ins All bestimmten Satelliten, der im September 2018 für die Auslieferung freigegeben wurde. Am 29. Oktober 2018 erfolgte der Start vom Kosmodrom Jiuquan.

## Aufbau
Der dreiachsenstabilisierte Satellit mit einer Startmasse von 650 kg basiert auf dem CAST2000-Bus der Hangtian Dong Fang Hong GmbH. Das eigentliche Gehäuse, an dem an Auslegern die beiden Radarantennen befestigt sind, hat die Maße 1,4 × 1,4 × 1,2 m. Es kann mit einer Genauigkeit von 0,1° ausgerichtet werden und behält die einmal eingenommene Position mit einer Stabilität von 0,01°/s bei (serienmäßig besitzt der CAST2000-Bus eine Ausrichtungsstabilität von 0,001°/s). Zwei ausklappbare Solarzellenflügel mit jeweils vier Modulen liefern eine elektrische Leistung von bis zu 1,5 kW. Für die Zeit, wo er sich im Erdschatten befindet, besitzt CFOSat Akkumulatoren mit einer Kapazität von insgesamt 60 Ah. Die Telemetrie und Steuerung des Satelliten erfolgt im S-Band mit einer Datenübertragungsrate von 2 kbit/s für das Uplink und 16 kbit/s für das Downlink. Die Nutzlastdaten werden über das höherfrequente X-Band an die Bodenstationen übertragen.
Die ursprünglich geplante Lebensdauer des Satelliten betrug drei Jahre, im Juni 2023 war der Satellit jedoch immer noch aktiv.

## Instrumente
Das von Thales Alenia Space gebaute SWIM-Radar (Surface Waves Investigation and Monitoring) arbeitet im Ku-Band bei 13,575 GHz. Es verwendet eine rotierende Antenne mit 90 cm Durchmesser und mit sechs Strahlen (0°, 2°, 4°, 6°, 8° und 10° vom Nadir), die sich einmal alle 11 Sekunden dreht. Bei jedem Durchlauf von CFOSat misst das SWIM-Radar die Wellen- und Windverhältnisse über einen 180 Kilometer breiten Streifen, so dass der gleiche Bereich der Erde einmal alle 13 Tage erfasst wird. Die Genauigkeit auf der Wellenhöhe im Nadir ist besser als 10 % oder 50 cm (maximal), die Genauigkeit bei der Windgeschwindigkeit liegt bei ca. ±2 m/s oder 10 % (je nachdem, welcher Wert größer ist), die beobachtbare Wellenlängen von Wellen (70 bis 500 m) mit einer Genauigkeit von 10 bis 20 %. Durch eine entsprechende Onboard-Datenverarbeitung wird eine Ortsauflösung von 35 m erreicht, wobei die Radarkeulen jeweils einen Durchmesser von 18 km am Boden besitzen.
Das vom Nationalen Zentrum für Weltraumwissenschaften der Chinesischen Akademie der Wissenschaften gebaute SCAT-Radar ist ein ebenfalls im Ku-Band bei 13,256 GHz arbeitendes Rotating Fan-beam Scatterometer mit HH- und VV-Polarisation, das die Windfelder über den Ozeanen vermessen soll. Zwei 1,2 m × 0,4 m große Wellenleiter-Schlitzantennen sind auf der Nadir-Seite des Satelliten montiert. Die Antenne dreht sich etwa sechs Mal pro Minute. Ein Wanderfeldröhren-Verstärker liefert 120 W pulsmodulierte Ausgangsleistung. Die erwartete Messgenauigkeit für die Windgeschwindigkeit betrug ursprünglich 2 m/s oder 10 % im Windgeschwindigkeitsbereich von 4 bis 24 m/s. Nach mehr als achtmonatigen Tests im Orbit konnte jedoch bestätigt werden, dass die tatsächlich erreichte Genauigkeit bei 1,5 m/s liegt.
Die Genauigkeit der Windrichtung beträgt ±20º innerhalb des 360º-Windrichtungsbereichs, die Bodengeolokalisierungsgenauigkeit ist besser als 5 km. Die Schwadbreite des Instrumentes beträgt mehr als 1000 km.
Im Januar 2020 fand in Peking die erste Tagung des chinesischen CFOSat-Wissenschaftlerteams statt, mit über 70 Teilnehmern von 37 an den Daten interessierten Institutionen,
und im Februar 2020 wurde CFOSat offiziell dem Ministerium für natürliche Ressourcen der Volksrepublik China übergeben, wo das Nationale Zentrum für ozeanographische Satellitenanwendungen (国家卫星海洋应用中心) als Betreiber des Satelliten fungiert. Mit den gewonnenen Daten über Windströmungen und Wellenhöhen der Ozeane soll die Interaktion zwischen den Meeren und der Atmosphäre erforscht werden und damit unter anderem langfristig die Vorhersage tropischer Zyklone verbessert werden.